# 法兰西大学
法兰西大学（法語：Université de France），也称为帝国大学（法語：Université impériale），并简称为大学（法語：Université），是十九世纪法国教育管理机构的名称。

## 帝国大学
拿破仑一世当时准备完全重新规划法国的教育制度。1806年5月10日的法律准备建议一个以帝国大学为名称，管理整个帝国内的公共教育的机构。
1808年3月17日的法案确定了大学的成立。大学确保教育只需，以及教育机构的成员必须在经过大师的许可后才能进行教学。法案规划了六类学校：
- 大学的学院（神学、法律、医学、文学、科学）
- 高中
- 初中
- 学院
- 寄宿学校
- 小学校

法国大革命后其成立的法学院和医学院都和神学院、文学院以及科学院一同被整合到帝国大学当中。法案确定了教育整体的组织方式、文凭种类以及需要通过的考试。法案也确定了教育事业公务员的级别，以及想要进入不同级别公务员所需的文凭。
1808年3月的帝国法案同时在巴黎建立了计划培养300名文学和科学青年教师的师范寄宿学校（今天的高等师范学院）。学校第一年的学生数量被确定问100名。学生需要至少有十七岁，并持有父亲或他们导师的许可才能在大学学习。学生必须在毕业后进行至少十年的教学工作。学生需要通过考试以及筛查官的筛选才能进入大学学习。
在行政层面，大学被授权给皇帝提名后出名的大师（让-皮埃尔路易的封坦）以及一名财务官和秘书管理。法案同样确定了包含五个领域30名干部代表的大学议会。
法案确定每个上诉法院区都将建立一个由大学区长和学术委员会管理的大学区。
大学同当时的其他行政机构相比有着相当大的自主权，即使它直接收到皇帝的管理。虽然法案并没有授予大学法人地位，但大学依然被看作是一个拥有独立预算的法人。

## 拿破仑后的大学
在波旁复辟的前几年，大学的名称因为它的帝国元素开始消失。大学议会改名为公共教育委员会（1815-1820年），后又更名为皇家公共教育委员会（1820-1822年）。大师的职位被取消后，委员会主席开始执行大师的工作。
1822年成立的教会事物与公共教育部并没有夺走大学的职权，但新成立的部长的职责从1828年开始和大学大师混合到一起。
在接下来的几年，尤其是七月王朝，大学代表了反对者口中不够天主教化的公共教育（虽然大学并非一个完全世俗化的机构），是私立教育尤其是的教会教育的对立面。教育自由的支持者成为了大学的反对者。
这些反对者得到了两个皇家证券的部分支持。但在第二共和国下得到了一次胜利，以1850年的两个重要改编为代表。当年3月15日颁布的法鲁法放宽了很大一步跟教育自由（但不包括高等教育），并准备进行教育去中心化以削弱公共教育。1851年的财政法将大学的财产都转移给国家，在实际上取消了大学。
第二帝国开始，大学的名称又重新出现以示其与拿破仑一世建立的帝国的联系。虽然如此，当时更多被使用的名称是法兰西大学而非帝国大学。
第三共和国时期，1896年7月10日的法案授予了大学下属大学区的所有学院以法人地位促进了帝国大学的消亡。1893年4月28日的法案进一步授予每个学院大学的名称。
至此在每个大学去都有一所大学。法兰西大学的概念从此变成了法国所有大学的统称，并失去了独立的地位。不过在1948年7月10日颁布的第48-1108号国家文职与军事官员级别的法案中依然存在一个法兰西大学的段落。

## 大学图书馆
法兰西大学图书馆是1808年至1846年期间索邦图书馆的官方名称。